# Selecció d'hoquei sobre patins masculina dels Estats Units
La selecció d'hoquei sobre patins masculina dels Estats Units és l'equip masculí que representa la Federació dels Estats Units de Patinatge en competicions internacionals d'hoquei sobre patins. La federació americana es va fundar l'any 1972.
Ha guanyat en dues ocasions el Campionat del Món "B".

## Palmarès
- 2 Campionats del món "B": 1996 i 2008.